# اتحادیه آزادی شخصی
اتحادیه آزادی شخصی در ۱۸۸۲ میلادی در ایالات متحده آمریکا تأسیس شد. هدف از پایه‌گذاری این انجمن، مخالفت با نهضت علیه مصرف الکل بود.